# Mia (Burkina Faso)
Pour les articles homonymes, voir Mia.
Mia est une commune rurale située dans le département d'Arbollé de la province du Passoré dans la région Nord au Burkina Faso.

## Géographie
Mia est situé à 2 km à l'ouest du centre d'Arbollé, le chef-lieu du département avec lequel elle forme une conurbation, et à environ 30 km à l'est de Yako. La commune est traversée par la route nationale 2 allant vers le nord-ouest du pays.

## Économie
Mia possède un important marché local qui contribue au commerce et à l'économie marchande locale basée notamment sur le maraîchage intensif rendu possible par la présence d'un bouli sur son territoire.

## Santé et éducation
Le centre de soins le plus proche de Mia est le centre de santé et de promotion sociale (CSPS) d'Arbollé tandis que le centre médical avec antenne chirurgicale (CMA) de la province se trouve à Yako.
La commune possède une école primaire et un collège d'enseignement général (CEG).